# Universidad Estatal del Sur de Misuri
La Universidad Estatal del Sur de Misuri (en inglés Missouri Southern State University), es una universidad pública situada en Joplin (Misuri) en los Estados Unidos.
Fundada en 1937 como Joplin Junior College, cambió de nombre a Missouri Southern State College en 1977 y a Missouri Southern State University - Joplin en 2003, acortándolo al definitivo Missouri Southern State University en 2005.

## Deportes
Sus equipos deportivos compiten en la Mid-America Intercollegiate Athletics Association de la División II de la NCAA.